# 日本カトリック小中高連盟
日本カトリック小中高連盟（にほんカトリックしょうちゅうこうれんめい）とは、日本カトリック学校連合会を構成するカトリック系ミッションスクールのうち、小学校・中学校・高等学校・高等専門学校が所属する教育連合組織。

## 概要
2011年現在、加盟校数は小学校46校、中学校95校、高等学校109校である。
地区の分類は、公式ウェブサイト「加盟校一覧 - 小中高連盟」による。

## 加盟校

### 北海道地区
北海道
- 藤女子中学校・高等学校
- 札幌光星中学校・高等学校
- 札幌聖心女子学院中学校・高等学校
- 北見藤高等学校
- 旭川藤星高等学校
- 海星学院高等学校
- 函館白百合学園中学校・高等学校
- 函館ラ・サール中学校・高等学校

### 東北地区
青森県
- 青森明の星中学校・高等学校
- 八戸聖ウルスラ学院中学校・高等学校

岩手県
- 盛岡白百合学園小学校・中学校・高等学校

宮城県
- 仙台白百合学園小学校・中学校・高等学校
- 聖ウルスラ学院英智小学校・中学校・高等学校
- 聖ドミニコ学院小学校・中学校・高等学校

秋田県
- 聖霊女子短期大学付属高等学校

福島県
- 桜の聖母学院小学校・中学校・高等学校
- 会津若松ザベリオ学園小学校・中学校・高等学校
- 郡山ザベリオ学園小学校・中学校

新潟県
- 新潟清心女子中学校・高等学校

### 関東地区
栃木県
- 星の杜中学校・高等学校

埼玉県
- 浦和明の星女子中学校・高等学校

東京都
- サレジオ工業高等専門学校
- 星美学園小学校・サレジアン国際学園中学校・高等学校
- 白百合学園小学校・中学校・高等学校
- 暁星小学校・中学校・高等学校
- 雙葉小学校・中学校・高等学校
- 聖心女子学院初等科・中等科・高等科
- 目黒星美学園小学校・中学校・高等学校
- 聖ドミニコ学園小学校・中学校・高等学校
- 田園調布雙葉小学校・中学校・高等学校
- 光塩女子学院初等科・中等科・高等科
- サレジオ小学校・中学校
- 晃華学園小学校・中学校・高等学校
- 東星学園小学校・中学校・高等学校
- 東京純心女子中学校・高等学校
- 聖パウロ学園高等学校

神奈川県
- カリタス小学校・カリタス女子中学校・高等学校
- 聖ヨゼフ学園小学校・中学校・高等学校
- 横浜雙葉小学校・中学校・高等学校
- 聖光学院中学校・高等学校
- サレジオ学院中学校・高等学校
- 聖セシリア小学校・聖セシリア女子中学校・高等学校
- 栄光学園中学校・高等学校
- 清泉小学校・清泉女学院中学校・高等学校
- 聖マリア小学校
- 聖園女学院中学校・高等学校
- 湘南白百合学園小学校・中学校・高等学校
- 函嶺白百合学園小学校・中学校・高等学校

長野県
- 長野清泉女学院中学校・高等学校

静岡県
- 不二聖心女子学院中学校・高等学校
- 静岡雙葉中学校・高等学校
- 静岡聖光学院中学校・高等学校
- 静岡サレジオ小学校・中学校・高等学校
- 浜松海の星高等学校

### 中部地区
岐阜県
- 聖マリア女学院中学校・高等学校

愛知県
- 南山中学校・高等学校
- 南山大学附属小学校
- 南山国際中学校・高等学校
- 聖霊中学校・高等学校
- 聖カピタニオ女子高等学校
- 光ヶ丘女子高等学校

三重県
- 海星中学校・高等学校 (三重県)
- 四日市メリノール学院中学校・高等学校
- セントヨゼフ女子学園高等学校・中学校

### 近畿地区
滋賀県
- 光泉カトリック中学校・高等学校

京都府
- ノートルダム学院小学校
- ノートルダム女学院中学校・高等学校
- 洛星中学校・高等学校
- 京都聖母学院小学校・中学校・高等学校
- 京都聖カタリナ高等学校
- 日星高等学校
- 京都暁星高等学校

大阪府
- 明星中学校・高等学校 (大阪府)
- 大阪信愛学院小学校・中学校・高等学校
- 大阪星光学院中学校・高等学校
- 城星学園小学校・ヴェリタス城星学園中学校・高等学校
- 賢明学院幼稚園・小学校・中学校・高等学校
- 香里ヌヴェール学院小学校・中学校・高等学校
- アサンプション国際小学校・中学校・高等学校

兵庫県
- 仁川学院小学校・中学校・高等学校
- 百合学院小学校・中学校・高等学校
- 小林聖心女子学院小学校・中学校・高等学校
- 神戸海星女子学院小学校・中学校・高等学校
- 六甲中学校・高等学校
- 愛徳学園小学校・中学校・高等学校
- 賢明女子学院中学校・高等学校
- 淳心学院中学校・高等学校

和歌山県
- 和歌山信愛中学校・高等学校

### 中国･四国地区
島根県
- 松徳学院中学校・高等学校

岡山県
- ノートルダム清心女子大学附属小学校
- 清心中学校・清心女子高等学校

広島県
- ノートルダム清心中学校・高等学校
- 広島学院中学校・高等学校
- 福山暁の星小学校・福山暁の星女子中学校・高等学校

山口県
- サビエル高等学校
- 萩光塩学院中学校・高等学校

愛媛県
- 聖カタリナ学園高等学校
- 愛光中学校・高等学校

### 九州地区
福岡県
- 明治学園小学校・中学校・高等学校
- 久留米信愛女学院中学校・高等学校
- 福岡雙葉小学校・中学校・高等学校
- 上智福岡中学校・高等学校
- 福岡海星女子学院高等学校
- 福岡海星女子学院附属小学校
- 明光学園中学校・高等学校

長崎県
- 純心中学校・純心女子高等学校
- 長崎南山小学校・中学校・高等学校
- 海星中学校・高等学校 (長崎県)
- 聖マリア学院小学校（中学校は休止・募集停止）
- 聖母の騎士高等学校（学校法人聖母の騎士学園、中学校は休止・募集停止）
- 聖母の騎士小学校・椿原中学校（諫早市小長井町遠竹2747）
  - 学校法人聖母の騎士学園により創立。2014年（平成26年）3月31日、聖母の騎士小学校・椿原中学校閉校、運営母体である学校法人小長井聖母の騎士学園が解散[1][2][3]。
  - コンベンツァル聖フランシスコ修道会小長井修道院の敷地内に建てられた児童養護施設「聖母の騎士園」[4]の児童が通う学校として設立[1][2]。小崎登明が校長を務めた[5]。
  - 長崎県中学校の廃校一覧#諫早市も参照。
- 聖和女子学院中学校・高等学校

熊本県
- 熊本信愛女学院中学校・高等学校
- 熊本マリスト学園中学校・高等学校
- 八代白百合学園高等学校

宮崎県
- 日向学院中学校・高等学校
- 聖心ウルスラ学園聡明中学校・聖心ウルスラ学園高等学校
- 都城聖ドミニコ学園高等学校

鹿児島県
- 鹿児島純心女子中学校・高等学校
- ラ・サール中学校・高等学校
- 大口明光学園中学校・高等学校

沖縄県
- 海星小学校（かいせいしょうがっこう）
  - 学校法人カトリック学園、石垣市大川67番地。日本最南端のミッションスクール[6]。
- 沖縄カトリック小学校・中学校・高等学校